# NHL Network
NHL Network ist ein kanadischer Fernsehsender mit Sitz in Toronto, Ontario, der rund um die Uhr Themenschwerpunktmäßig Hockeyspiele ausstrahlt. Neben dem eigentlichen Schwerpunkt, dem National Hockey League (NHL), strahlt der Sender auch Berichte und Livespiele von der Minor League und dem internationalen Hockey aus. Der Sender gehört einem Konsortium von NHL, CTV und Insight Sports Ltd. an. Der Sender berichtet während der Hockeysaison täglich am Nachmittag über aktuelle Spiele und Spielergebnisse in der Sendung NHL on the Fly. NHL Network begann mit der Ausstrahlung am 4. Oktober 2001. Ein Schwestersender für die US-Amerikaner wurde im Jahre 2007 NHL Network(United States) gestartet.

## Liveberichte und Sendungen
- NHL Live!
- Top 10 – Jeden Abend wird ein Top 10 Momente der größten Erlebnisse in der Vergangenheit des Eishockeys gesendet.
- Frozen in Time – Rückblick der NHL’s größten Momente von Spielern, Teams und Sonderveranstaltungen.
- NHL All Access – Hintergrundinformationen und Interviews mit Spielern, Spielanalysen usw.
- NHL Cool Shots – Berichte über die Sportler und ihren Karriereweg, sowie weitere Informationen über ihr Privatleben, wenn sie kein Hockey Spielen.
- NHL on the Fly – Abendliche Schwerpunktsendung mit der Zusammenfassung den High-Lights des Tages, mit Analysen und Interviews sowie aktuelle Updates.
- NHL on the Fly: – Spätabendliche Zusammenfassung der Ereignisse und Spielergebnisse
- Classic Series – Rückblick der größten NHL Spiele der vergangenen Jahre.
- Vintage Games

### Live-Berichterstattungen
- NHL Games – Während der Hauptsaison überträgt der Sender über 40 National Hockey League (NHL) Spiele.

### Sonder-Live-Berichterstattungen
- NHL Winter Classic – Freiluft Eishockeyspiel, welches am Neujahr ausgetragen wird wie die NHL Winter Classic 2008 im Orchard Park, New York, 2009 in Chicago und 2010 in Boston ausgetragen.
- National Hockey League All-Star Game  ein Eishockey-Freundschaftsspiel der besten und beliebtesten Spieler der nordamerikanischen Profiliga National Hockey League.
- NHL Entry Draft ist eine Veranstaltung der Eishockeyliga NHL, bei der die Teams der Liga Rechte an verfügbaren Amateur- und Jugendspielern erwerben und diese Live mitverfolgt werden können.